# Biblioteca Nacional de Venezuela
La Biblioteca Nacional de Venezuela (BNV) es un servicio público, que se encuentra ubicado en el Distrito Capital, Municipio Libertador, Parroquia Altagracia, al final de la Avenida Panteón en Caracas, creado el 13 de julio de 1833, por Decreto Presidencial del General José Antonio Páez. En la actualidad, tiene el carácter de Instituto Autónomo, adscrito al Ministerio de la Cultura establecido mediante la Ley promulgada el 27 de julio de 1977.

## Estructura
En un edificio de 80 mil metros cuadrados, alberga cerca de tres millones de volúmenes de libros. Adicionalmente, la colección incluye otro tanto de ejemplares hemerográficos, documentales y audiovisuales bien conservados. La Biblioteca cuenta con cinco incunables, de los cuales, el ejemplar más antiguo está fechado en 1471.
En esta Biblioteca se encuentran las siguientes salas:
- Catálogo Automatizado
- Orientación y Referencia
- CEDINBI (Centro de Documentación e Información Bibliotecológica)
- Colección Bibliográfica General (CBG)
- Colección Hemerográfica (CH)
- Colección de Publicaciones Oficiales (CPO)
- Colección Documental Antigua (CDA)
- Colección Arcaya (CA)
- Colección de Sonido y Cine y Colección de Obras Planas (CSCCOP).

## Misión
La Biblioteca se creó con el fin de:
- Promover, planificar y coordinar el desarrollo en Venezuela de un Sistema Nacional de Servicios de Bibliotecas e Información Humanística, Científica y Tecnológica.
- Ser centro depositario del acervo documental bibliográfico y no bibliográfico de Venezuela y venezolanista, y en consecuencia creador y administrador del Archivo Audiovisual de Venezuela, la Hemeroteca y la Mapoteca.
- Ser responsable del Servicio Nacional de Referencia.
- Ser núcleo coordinador del Sistema Nacional de Bibliotecas Públicas.
- Ser Centro Nacional de Conservación.
- Y con el hecho de ampliar nuestros conocimientos

## Sistema Nacional de Bibliotecas Públicas

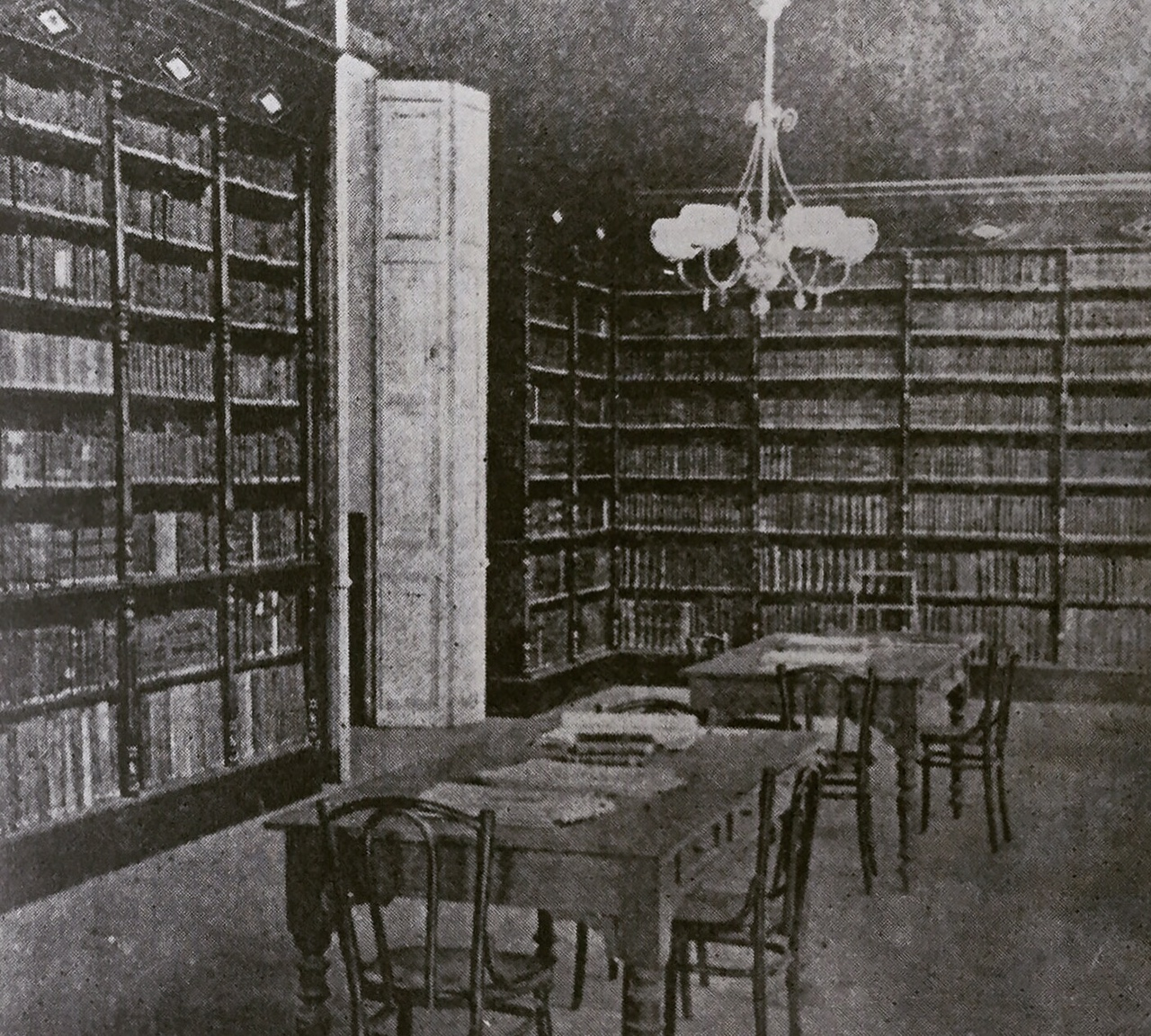
Salón sur-oeste de la antigua sede de la Biblioteca Nacional, ubicada entre las esquinas de San Francisco y La Bolsa en Caracas (c. finales del).

Las Bibliotecas públicas son centros de información oportunos para proporcionar a sus usuarios todo tipo de conocimiento e información. Son una fuente permanente de apoyo para la educación integral y para adquirir mayor y mejor conocimiento a todos los sectores de la población para promover la igualdad social, el libre acceso a la información y, al mismo tiempo, promover la calidad de vida de todos los ciudadanos. Asisten a las comunidades esparciendo información para formar a lectores críticos, selectivos y creativos a la vez que desarrollan sus motivaciones para leer y sus habilidades para obtener experiencias gratificantes de tal hecho. Las bibliotecas públicas constituyen el espacio privilegiados para la formación de un lector autónomo e independiente debido a que es en ellas donde se tiene la opción de crear una relación con la lectura, libros y materiales que cubren y satisfacen las necesidades de sus usuarios. Además trabajan como centros de encuentro y participación y llevan a cabo varios eventos. En Venezuela, el Sistema Nacional de Bibliotecas Públicas está formado por 685 bibliotecas distribuidas por todo el territorio nacional